# أوغست كودر

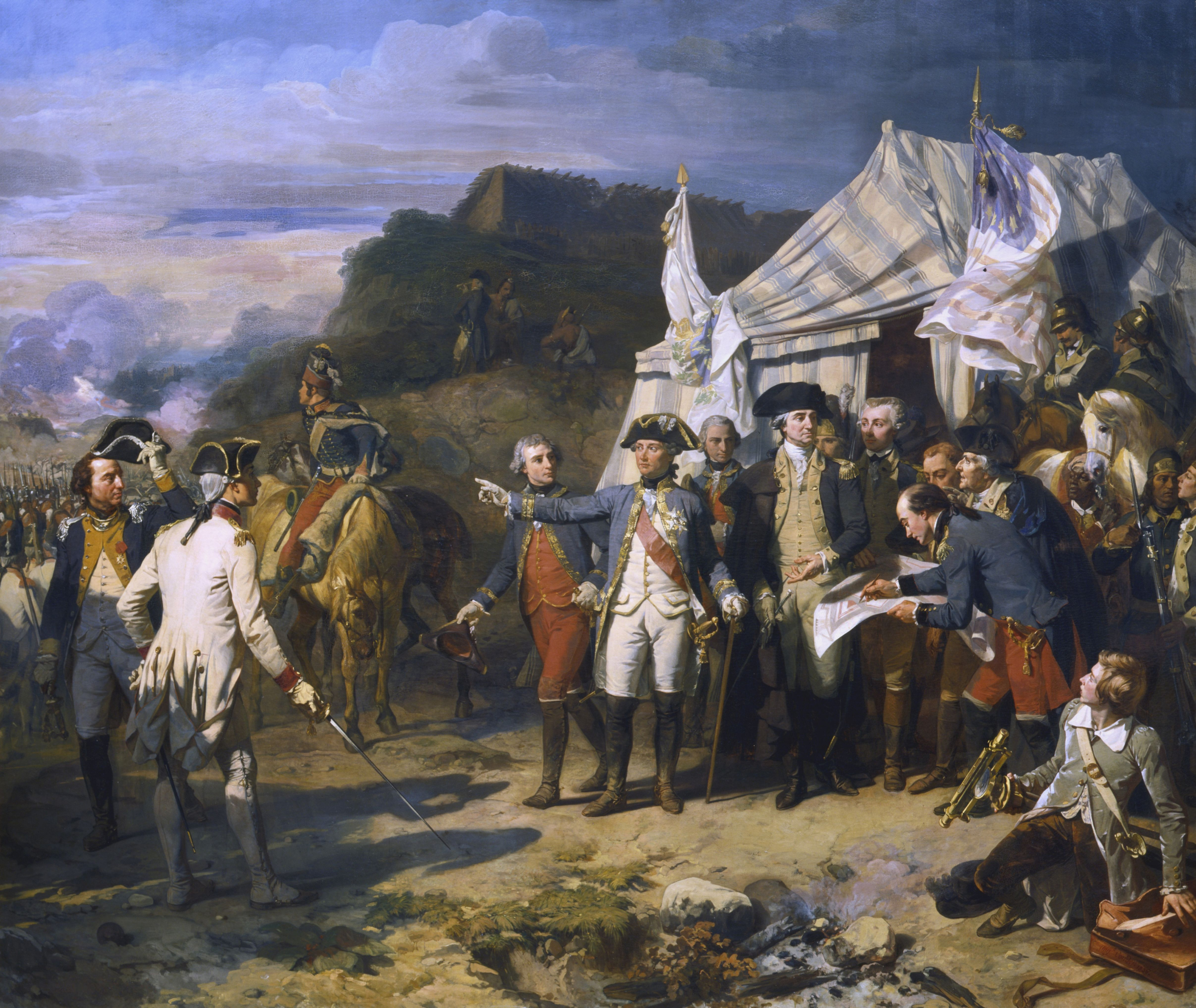
حصار يورك تاون، لوحة لأوغست كودر.

لويس تشارلز أوغست كودر (بالفرنسية: Auguste Couder)‏ أو أوغست كودر (1 أبريل 1790 في باريس - 21 يوليو 1873 في نفس المدينة) كان رسامًا فرنسيًا وتلميذًا لجان بابتيست رنولد وجاك لوي دافيد، انضم إلى أكاديمية الفنون الجميلة في فرنسا في 1839. وكان ضابطًا لوسام جوقة الشرف. دفن في مقبرة بير لاشيز.

## لوحات مشهورة
- لوحة لمحمد علي باشا